# El club de Flo
El club de Flo fue un programa de televisión emitido en España a través de La Sexta. Presentado por el showman Florentino Fernández, contó con cuatro formadores en la técnica del monólogo, que además ejercían de jurado cada semana. Se trata de los humoristas y actores Bermúdez, Agustín Jiménez, Goyo Jiménez y Luisa Martín.

## Formato
El programa adoptó la forma de concurso en el que personajes populares competían recitando monólogos humorísticos para conseguir ganar fondos para una ONG. El programa siguió la estela del precedente El club de la comedia, que alcanzó gran aceptación por parte del público.
El programa fue emitido entre el 2006-2007 en "La Sexta", y contó con tres etapas.

## Primera etapa (marzo - septiembre de 2006)

### Concursantes
| Concursantes          | Profesión                 | Información    |
| --------------------- | ------------------------- | -------------- |
| Óscar Higares         | Torero                    | Ganador        |
| Vicky Martín Berrocal | Diseñadora y presentadora | 2.ª finalista  |
| María del Monte       | Cantante                  | 3.ª finalista  |
| Alfredo Urdaci        | Periodista                | 4.º finalista  |
| Nuria Fergó           | Cantante y actriz         | 11.ª expulsada |
| Cristina Almeida      | Política                  | 10.ª expulsada |
| Antonia Dell'Atte     | Exmodelo                  | 9.ª expulsada  |
| Paloma Lago           | Presentadora de TV        | 8.ª expulsada  |
| Jaime Peñafiel        | Periodista                | 7.º expulsado  |
| Poli Rincón           | Exfutbolista              | 6.º expulsado  |
| Antonio Canales       | Bailaor                   | 5.º expulsado  |
| Germán Burgos         | Exfutbolista              | 4.º expulsado  |
| Natalia Estrada       | Presentadora de TV        | 3.ª expulsada  |
| Cristina Peña         | Actriz                    | 2.ª expulsada  |
| Gervasio Deferr       | Gimnasta                  | 1.er expulsado |

## Segunda etapa (octubre de 2006 - enero de 2007)

### Concursantes
| Concursantes              | Profesión                | Información    |
| ------------------------- | ------------------------ | -------------- |
| Eva González              | Modelo                   | Ganadora       |
| Terelu Campos             | Presentadora de TV       | 2.ª finalista  |
| Mayra Gómez Kemp          | Presentadora de TV       | 3.ª finalista  |
| Raquel Revuelta           | Presentadora de TV       | 4.ª finalista  |
| Juan Carlos Aparicio      | Político                 | 12.º expulsado |
| Lara Dibildos             | Presentadora de TV       | 11.ª expulsada |
| Julio Iglesias, Jr.       | Cantante                 | 10.º expulsado |
| Víctor Janeiro            | Torero                   | 9.º expulsado  |
| Sofía Mazagatos           | Modelo                   | 8.ª expulsada  |
| Rafa Sánchez              | Vocalista de La Unión    | 7.º expulsado  |
| Manuel Díaz "El Cordobés" | Torero                   | 6.º expulsado  |
| Pedro Delgado             | Exciclista               | 5.º expulsado  |
| José María Íñigo          | Presentador de TV        | 4.º expulsado  |
| Álvaro Bultó              | Expiloto de motociclismo | 3.er expulsado |
| Soraya Arnelas            | Cantante                 | 2.ª expulsada  |
| Carlos García Hirschfeld  | Presentador de TV        | 1.er expulsado |

## Tercera etapa (abril de 2007 - julio de 2007)

### Concursantes
| Concursantes                | Profesión          | Información    |
| --------------------------- | ------------------ | -------------- |
| José Antonio Canales Rivera | Torero             | Ganador        |
| Adriana Lavat               | Actriz             | 2.ª finalista  |
| Laura Sánchez               | Modelo             | 3.ª finalista  |
| Antonio Hidalgo             | Presentador de TV  | 4.º finalista  |
| Fermín Cacho                | Exatleta           | 13.º expulsado |
| Darek Dabrowski             | Modelo             | 12.º expulsado |
| Hugo Salazar                | Cantante           | 11.º expulsado |
| Ivonne Reyes                | Presentadora de TV | 10.ª expulsada |
| Blanca Romero               | Modelo             | 9.ª expulsada  |
| Celia Villalobos            | Política           | 8.ª expulsada  |
| Encarna Salazar             | Cantante           | 7.ª expulsada  |
| Silvia Jato                 | Presentadora de TV | 6.ª expulsada  |
| Luis Moya                   | Copiloto de rallys | 5.º expulsado  |
| María José Suárez           | Presentadora de TV | 4.ª expulsada  |
| Sylvia Pantoja              | Cantante           | 3.ª expulsada  |
| Arancha del Sol             | Presentadora de TV | 2.ª expulsada  |
| Gemma Ruiz                  | Periodista         | 1.ª expulsada  |

## Palmarés El Club de Flo
| Edición   | Fecha     | Ganador                     | Subcampeón            | Tercer lugar     | Cuarto lugar    |
| --------- | --------- | --------------------------- | --------------------- | ---------------- | --------------- |
| 1.ª etapa | 2006      | Óscar Higares               | Vicky Martín Berrocal | María del Monte  | Alfredo Urdaci  |
| 2.ª etapa | 2006-2007 | Eva González                | Terelu Campos         | Mayra Gómez Kemp | Raquel Revuelta |
| 3.ª etapa | 2007      | José Antonio Canales Rivera | Adriana Lavat         | Laura Sánchez    | Antonio Hidalgo |

- Datos: Q5824374